# Cyphellostereum
Cyphellostereum is een geslacht van schimmels behorend tot de familie Hygrophoraceae. Soorten produceren witte, enigszins komvormige vruchtlichamen op een dunne film van groen op grond dat het thallus is. Alle Cyphellostereum-soorten hebben amyloïde sporen en weefsels, hebben geen gespen en ook geen hymeniale cystidia. 
DNA-onderzoek heeft aangetoond dat een veel voorkomende, in het noorden gematigde soort die voorheen bekend stond als Cyphellostereum laeve, niet tot dit geslacht behoort maar ineen hele andere orde thuishoort, de Hymenochaetales. Het is daarom hernoemd naar tot Muscinupta laevis.

## Soorten
Volgens Index Fungorum telt het geslacht tien soorten (peildatum december 2021):
| Soortnaam                    | Auteur(s)                                                   | Publicatiejaar |
| ---------------------------- | ----------------------------------------------------------- | -------------- |
| Cyphellostereum bicolor      | Lücking & Timdal                                            | 2016           |
| Cyphellostereum brasiliense  | Ryvarden                                                    | 2010           |
| Cyphellostereum galapagoense | (Yánez, Dal-Forno & Bungartz) Dal-Forno, Bungartz & Lücking | 2017           |
| Cyphellostereum georgianum   | Dal Forno, McMullin & Lücking                               | 2019           |
| Cyphellostereum imperfectum  | Lücking, Barillas & Dal-Forno                               | 2012           |
| Cyphellostereum jamesianum   | Dal Forno & Kaminsky                                        | 2019           |
| Cyphellostereum muscicola    | (Pat.) D.A. Reid                                            | 1965           |
| Cyphellostereum phyllogenum  | (Müll. Arg.) Lücking, Dal-Forno & Lawrey                    | 2013           |
| Cyphellostereum rivulorum    | (Berk. & M.A. Curtis) D.A. Reid                             | 1965           |
| Cyphellostereum unoquinoum   | Dal-Forno, Bungartz & Lücking                               | 2017           |